# Tecido conjuntivo denso
O tecido conjuntivo denso é a parte do tecido conjuntivo caracterizado pela abundância de fibras colágenas, o que lhe dá grande resistência. A disposição dessas fibras é a característica primordial para a classificá-lo como fibroso ou tendinoso. Fazendo assim parte  do tecido conjuntivo propriamente dito. O tecido conjuntivo denso também referido como tecido conjuntivo fibroso possui como principal constituinte fibras colágenas, que são caracteristicamente brancas (a fresco) e formadas pela proteína colágeno, principalmente colágeno tipo I que as tornam-na muito resistentes.

## Classificação DALE

### Tendinoso ou modelado
Suas fibras estão orientadas paralelamente, tornando-o resistente, mas pouco elástico. Ele forma os tendões ou aponeuroses, que ligam os ossos aos músculos, e os ligamentos, que ligam os ossos entre si.

### Fibroso ou não-modelado
Apresenta fibras entrelaçadas, tornando-o resistente e elástico, e impedindo-o de ter forma própria, moldando-se aos órgãos que reveste, como por exemplo: o baço, o fígado e os testículos.